# سارة جونز (ممثلة)
سارة جونز (بالإنجليزية: Sarah Jones)‏ (مواليد 17 يوليو 1983 في فلوريدا)، هي ممثلة أمريكية بدأت مسيرتها الفنية سنة 2004. اشتهرت بعد تقديمها دور المحققة «ريبيكا مادسن» في مسلسل الكاتراز على شبكة فوكس التلفزيونية سنة 2012. وظهرت في فيديو كليب غنائي لفريق «كاري برازرز» والذي يحمل اسم" Who You Are ".

## مسلسلاتها
- القاضية إيمي (2005)
- بيتي القبيحة (2006)
- أبناء الفوضى (2009)
- هاوس (2010)
- الكاتراز (2012)
- المسار (2016)
- للبشرية جمعاء (2019)

## وصلات خارجية
- سارة جونز على موقع IMDb (الإنجليزية)
- سارة جونز على موقع ألو سيني (الفرنسية)
- سارة جونز على موقع أول موفي (الإنجليزية)
- سارة جونز على موقع إن إن دي بي (الإنجليزية)
- سارة جونز على موقع قاعدة بيانات الفيلم (الإنجليزية)
- سارة جونز على موقع كينوبويسك (الروسية)